# Грб Кукових Острва
Грб Кукових Острва је званични хералдички симбол пацифичких острва Кукова Острва. 
Грб се састоји од плавог штита на којем се налази петнаест бијелих звијезда кружно пореданих. Поред штита се налазе „летећа риба” и птица „гyгис алба”, која држе крст и копље Раратонге, највећег острва у склопу Кукових Острва. Изнад штита се налази шљем од црвеног перја, а испод трака с натписом „Cook Islands“ (Кукова Острва).